# ブラザーズ・バイ・ブラッド
『ブラザーズ・バイ・ブラッド』（原題:Brothers by Blood）は2020年に公開されたアメリカ合衆国・オランダ・フランス・ベルギーの犯罪映画である。監督はジェレミー・ゲーズ、主演はマティアス・スーナールツが務めた。本作はピート・バクスターが1991年に発表した小説『ブラザリー・ラヴ』を原作としている。

## 概略
フィラデルフィア。ピーター・フラッドはアイルランド系マフィアの家系に育ったが、子供時代の過酷な経験から、非合法なビジネスには絶対に手を出さないと心に決めていた。とは言うものの、ピーターは裏稼業で生計を立てる従兄、マイケルとの縁を切ろうとはせず、子供の頃からの友情を維持していた。
そんな折、イタリア系のマフィアがフィラデルフィアで勢力を伸張し、マイケルの縄張りを侵食するようになった。怒ったマイケルはイタリア系マフィアを実力で追い払うことにし、ピーターにも協力を求めてきた。犯罪に手を貸したくなかったピーターだったが、血という呪縛は容易にふりほどけるものではなかった。

## キャスト
- ピーター・フラッド：マティアス・スーナールツ
  - 子供時代のピーター・フラッド：ニコラス・クロヴェッティ
- マイケル・フラッド：ジョエル・キナマン
- グレース：マイカ・モンロー
- ジミー：ポール・シュナイダー
- チャーリー：ライアン・フィリップ
- フィル：フェリックス・スコット
- レナード：ジェームズ・ネルソン＝ジョイス
- ボノ：アントニー・コローネ

## 製作・音楽
2018年5月2日、マティアス・スーナールツ、ジョエル・キナマン、スクート・マクネイリーが新作映画『The Sound of Philadelphia』に出演することになったと報じられたが、結局、マクネイリーは本作に出演しなかった。2019年3月、本作の主要撮影がニューヨークで始まった。2020年12月18日、ミラン・レコーズが本作のサウンドトラックを発売した。

## 公開・マーケティング
2020年4月19日、トライベッカ映画祭で本作の上映が行われる予定だったが、新型コロナウイルスの流行が拡大したことを受けて、映画祭自体が中止となった。9月8日、本作はドーヴィル・アメリカ映画祭でプレミア上映された。11月11日、ヴァーティカル・エンターテインメントが本作の全米配給権を獲得したとの報道があったが、その際、本作のタイトルが『The Sound of Philadelphia』から『Brothers by Blood』に変更された。12月18日、本作のオフィシャル・トレイラーが公開された。

## 評価
本作に対する批評家の評価は芳しいものではない。映画批評集積サイトのRotten Tomatoesには28件のレビューがあり、批評家支持率は25%、平均点は10点満点で4.3点となっている。サイト側による批評家の見解の要約は「『ブラザーズ・バイ・ブラッド』は暴力や喪失体験が子世代に与える影響について掘り下げているが、全体として単調であり、実に退屈な作品に仕上がっている。」となっている。また、Metacriticには7件のレビューがあり、加重平均値は41/100となっている。